# Minister za kulturo Republike Slovenije
Minister za kulturo Republike Slovenije je politični vodja Ministrstva za kulturo Republike Slovenije, ki ga predlaga predsednik Vlade Republike Slovenije in imenuje Državni zbor Republike Slovenije ter je po Zakonu o Vladi Republike Slovenije član Vlade Republike Slovenije.

## Zakonodaja
Funkcija ministra za kulturo je bila odpravljena 27. januarja 2012, ko je bilo področje, ki je prej spadalo pod Ministrstvo za kulturo Republike Slovenije pridruženo Ministrstvu za izobraževanje, znanost, kulturo in šport Republike Slovenije. Ta funkcija pa je bila znova vzpostavljena 6. marca 2013, ko se je Ministrstvo za kulturo Republike Slovenije izločilo iz Ministrstva za izobraževanje, znanost, kulturo in šport Republike Slovenije. Od osamosvojitve Republike Slovenije do 25. obletnice države je ministrsko funkcijo krajši (začasno pooblaščeni ministri) ali daljši čas opravljalo 18 različnih oseb (ena oseba v dveh zaporednih vladah, ena oseba dvakrat). Šestnajst, med njimi so bile le tri ženske, jih je do konca leta 2019 krajši ali daljši čas vodilo samostojno ministrstvo, ena oseba skupno ministrstvo s šolstvom in športom.

## Delovna področja
Delovna področja za katera je odgovoren minister za kulturo so:
- umetnost in ustvarjalnost,
- kulturna dediščina,
- film,
- mediji, (ob osamosvojitvi so imeli samostojno ministrstvo)
- slovenski jezik,
- verska svoboda, (Urad je bil vključen v ministrstvo v obdobju prvega ministrovanja Vaska Simonitija, trenutno je prenesen v urad predsednika vlade)
- kulturna raznolikost in človekove pravice,
- državne proslave (prestavljeno na ministrstvo iz protokola).

Organ  v sestavi Ministrstva za kulturo je Arhiv Republike Slovenije.

## Položaj v Evropski uniji
Minister za kulturo je član Sveta Evropske unije za izobraževanje, mladino in kulturo (EYC), ki predstavlja eno od oblik Sveta Evropske unije.

## Seznam
Seznam oseb, ki so opravljale funkcijo ministra za kulturo.

### Republiški sekretar za kulturo Republike Slovenije
1. vlada Republike Slovenije
- dr. Andrej Capuder (16. maj 1990 – 14. maj 1992)[6], minister od 30. junija 1991

### Minister za kulturo Republike Slovenije
2. vlada Republike Slovenije
- Borut Šuklje (14. maj 1992 – 25. januar 1993)[6]

3. vlada Republike Slovenije
- Sergij Pelhan (25. januar 1993 – razrešen 31. januarja 1996)[6]
- dr. Janez Dular (7. februar 1996 – 27. februar 1997)[6]

4. vlada Republike Slovenije
- Jožef Školč (27. februar 1997 – 7. junij 2000)[6]

5. vlada Republike Slovenije
- Rudi Šeligo (7. junij 2000 – 30. november 2000)[6]

6. vlada Republike Slovenije
- Andreja Rihter (30. november 2000 – 19. december 2002)[6]

7. vlada Republike Slovenije
- Andreja Rihter (19. december 2002 – 3. december 2004)[6]

8. vlada Republike Slovenije
- dr. Vasko Simoniti (imenovan 3. decembra 2004[7] – razrešen 7. novembra 2008[8])

9. vlada Republike Slovenije
- Majda Širca Ravnikar (imenovana 21. novembra 2008[9] – odstopila 11. julija 2011[10])
- dr. Boštjan Žekš (začasno pooblaščen 11. julija 2011[10] – razrešen 20. septembra 2011[11])

10. vlada Republike Slovenije
- V času te vlade je bila samostojna funkcija ministra za kulturo ukinjena, za področje je bil pristojen Minister za izobraževanje, znanost, kulturo in šport[12] Žiga Turk (imenovan 10. februarja 2012[13] – razrešen 27. februarja 2013[14]). Za kulturo je bil posebej zadolžen državni sekretar Aleksander Zorn.

11. vlada Republike Slovenije
dr. Uroš Grilc (imenovan 20. marca 2013 – razrešen 18. septembra 2014)
12. vlada Republike Slovenije
- Julijana Bizjak Mlakar (imenovana 18. septembra 2014[16] – odstopila 25. aprila 2016)

- Gorazd Žmavc, začasni minister (od 25. aprila 2016 do 20. maja 2016)
- Tone Peršak (imenovan 20. maja 2016 – 13. septembra 2018)

13. vlada Republike Slovenije
- Dejan Prešiček (imenovan 13. septembra 2018 – odstavljen 28. januarja 2019)

- Zoran Poznič (imenovan 8. marca 2019[17] – 13. marec 2020)

14. vlada Republike Slovenije
- dr. Vasko Simoniti (13. marec 2020–1. junij 2022)

15. vlada Republike Slovenije
- Asta Vrečko (1. junij 2022– )